# George Neikrug
George Neikrug (* 7. März 1919 in New York, NY, USA; † 8. März 2019) war ein US-amerikanischer Cellist und Streicherpädagoge.

## Leben
Neikrug studierte bei Joseph Schuster und Emanuel Feuermann, seine Virtuosität erwarb er jedoch erst bei Demetrius Constantine Dounis, dessen langjähriger Assistent er war.
Neikrug spielte unter anderem als Solocellist in den Orchestern von Baltimore, Los Angeles sowie in den Studio-Orchestern von Paramount, Columbia und Universal.
Von 1947 bis in die späten 1960er Jahre trat er als Solist mit Dirigenten wie Leonard Bernstein, Václav Neumann, Wolfgang Sawallisch und Leopold Stokowski auf und übernahm verschiedene amerikanische Erstaufführungen wie die der Sonate für Violoncello und Klavier von Dmitri Schostakowitsch 1938 oder die Uraufführung der Solosonate Artur Schnabels (1955) sowie mehrerer Werke von Fred Katz und seines Sohnes Marc Neikrug.
1962 wurde er Fulbright-Professor in Frankfurt am Main, 1963/1964 hielt er an der Musikhochschule in Detmold eine Professur für alle Streichinstrumente. Weitere Rufe nach Oberlin/Ohio und Austin/Texas folgten, bevor er 1971 an die Boston University ging. Neikrug ist neben Emanuel Feuermann einer der am meisten von der Violintechnik beeinflussten Cellisten des 20. Jahrhunderts.
Sein außergewöhnlich analytischer Unterricht (für alle Streicher bis hin zu den Kontrabassisten) zielte auf Vermittlung von expressiver Technik, die alle musikalisch relevanten Phänomene berücksichtigt, wobei das Üben selbst zum zentralen Unterrichtsbestandteil wird.
Von seinen pädagogischen Fähigkeiten zeugen seine Schüler, die in nordamerikanischen und europäischen Orchestern in Stimmführerpositionen gelangten oder auf Professuren berufen wurden, unter ihnen Dietmar Mantel (HfM Mannheim), Andor Toth (Oberlin College) und Ulrich von Wrochem (Solobratschist Deutsche Oper Berlin, La Scala, Mailand), oder sich als Solisten bzw. Kammermusiker einen Namen machten wie Frances-Marie Uitti, Gisela Depkat, Claudius von Wrochem oder Byron Duckwall.
George Neikrug verstarb einen Tag nach seinem 100. Geburtstag.

## Diskografie (Auswahl)
- E. Bloch Schelomo (L. Stokowski, EMI)
- F. Katz Concerto for Cello and Jazz Wind Orchestra sowie kurze Virtuosenstücke nach Chopin, Ravel, Schubert, Tartini, Wieniawski (Evergreen Music)
- Z. Kodály Duo op. 7 und B. Martinů Duo (beide mit Wolfgang Marschner, Vl, RBM)
- A. Schönberg Suite op. 29 (Col. 1956), StrTrio (1950);
- I. Strawinski In memoriam Dylan Thomas, Feuervogel-Suite (als Solocellist unter der Leitung v. Strawinski) (CR, jetzt Sony);